# Nunkiang
Nunkiang, också känd som Nenjiang, var en provins som var belägen i nordöstra Kina och som har fått sitt namn från floden med samma namn.  Med undantag av de mera höglänta västra och norra delarna var Nunkiang ett lågland kring floden Nonni. Huvudstad var Lungkiang.
Provinsen grundades då området var en del av den japanska lydstaten Manchukuo och efter Japans förlust i det andra sino-japanska kriget blev Nunkiang en officiell kinesisk provins i Republiken Kina.
1950 avskaffade Folkrepubliken Kinas regering provinsen som uppgick i Heilongjiang-provinsen. Även om provinsen upphörde att existera 1949, så markerades provinsen på officiella kartor publicerade i Republiken Kina på Taiwan.